# 振興路 (台中市)
振興路為臺灣臺中市東區往來太平區的重要道路。全線皆於臺中市東區境內，呈東西向，不分段。東起於大里溪上之太平橋，銜接太平區太平路，西訖於台鐵臺中車站東站旁的復興路四段。屬市道136線之一部分。

## 車道配置
- 復興路－建成路：雙向二車道
- 建成路－太平路：雙向四車道

## 沿線設施
（由東到西）
- 太平橋（大里溪）
- 台新醫院
- 旱溪重劃區、旱溪夜市

旱溪東路
- 東門橋（旱溪）

旱溪西路
東光園道
 建成路
忠孝路（往忠孝夜市）
- 帝國製糖廠臺中營業所
  - 台中建國市場
  - 三井LaLaport台中（規劃中）
  - 臺中帝國糖廠湖濱園區（整修中）
- 臺中市警察局立德派出所

 復興路

## 臺中市市區公車
| 編號 | 業者     | 路線區間               | 備註 |
| 51   | 豐原客運 | 莒光新城－屯區藝文中心 |      |
| 89   | 中鹿客運 | 嶺東科技大學－東門橋   |      |
| 280  | 豐原客運 | 臺中二中－修平科技大學 |      |
| 286  | 豐原客運 | 臺中二中－崁頂         |      |
| 288  | 豐原客運 | 臺中二中－茅埔         |      |
| 289  | 國光客運 | 臺中二中－東平社區     |      |